# اعتراضات ۲۰۱۱–۲۰۱۳ سودان
اعتراضات ۲۰۱۱–۲۰۱۳ سودان در ژانویه ۲۰۱۱، به عنوان بخشی از جنبش اعتراضی منطقه‌ای بهار عربی آغاز شد. برخلاف سایر کشورهای عربی، قیام‌های مردمی در سودان، قبل از بهار عربی، در سال‌های ۱۹۶۴ و ۱۹۸۵، موفق به سرنگونی دولت شده بودند. با این حال، تظاهرات در سودان در تابستان ۲۰۱۱، بی‌سابقه بود که طی آن، سودان جنوبی، از سودان، جدا شد. همچنین در اواخر همان سال و بار دیگر در ژوئن ۲۰۱۲، اندکی پس از تصویب طرح ریاضت اقتصادی مورد انتقاد دولت، اعتراضات، از سر گرفته شد.